# Philippe Payot
Philippe Payot (21. prosince 1893 – 29. dubna 1958) byl francouzský reprezentační hokejový útočník.
V roce 1924 a 1928 byl členem Francouzského hokejové týmu, který skončil 2x šestý na zimních olympijských hrách.